# Marisa Mori
Marisa Mori (9 de março de 1900 – 6 de março de 1985) foi uma pintora e gravurista italiana. Ela foi uma das poucas artistas mulheres do movimento futurista.